# Rajko
Rajko je moško osebno ime

## Različice imena
- moške različice imena: Radko, Rado, Rajmund
- ženske različice imena: Raja, Rajana, Rajka

## Izvor imena
Ime Rajko je lahko skrajšana oblika imena ali pa tvorjenka na -ko iz imena Rajmund ali iz zloženih imen s sestavino rad (npr. Rado). Na hrvaškem govornem področju je lahko ime Rajko nastal iz samostalnika na raj in sufiksa -ko

## Pogostost imena
- V Sloveniji je bilo po podatkih iz knjige Leksikon imen Janeza Kebra leta 1994 2659 nosilcev imena Rajko.Ostale različice imena, ki so bile še v uporabi: Radko (153), Rado (1130), Rajmund (390), Raja (4) in Rajka (172).
- Po podatkih Statističnega urada Republike Slovenije je bilo na dan 31. decembra 2007 v Sloveniji število moških oseb z imenom Rajko: 2.557. Med vsemi moškimi imeni pa je ime Rajko po pogostosti uporabe uvrščeno na 89. mesto.[3]

## Osebni praznik
V koledarju je ime Rajko lahko uvrščeno k imenoma Celestin ali Rajmund, ki praznujeta god 6. aprila, 2. maj 19. maja (Celestin); ali pa 7. januarja in 31. avgust (Rajmund).